# Raimon Noguera
Raimon Noguera i de Guzman (Barcelona, 1897 - 19 de mayo de 1990) fue un notario catalán.

## Trayectoria
Secretario del Colegio de Notarios, impidió el intento de quema del archivo de protocolos del Colegio por parte de un grupo de anarquistas. Fue el impulsor de la organización del Archivo Histórico de Protocolos de Barcelona, el primero que se ordenó en el Estado. Intervino como notario en la sucesión de Francesc Cambó, en la titularidad de la montaña de Montjuïc. Amigo de Picasso, Miró y Casals, Josep Maria de Sagarra y Joan Prats, fue notario de tres generaciones de artistas catalanes. Constituyó el Fondo Noguera dentro del Instituto de Estudios Catalanes y en 1976 creó la Fundación Noguera.
En 1972 recibió la Medalla de Oro de la Ciudad de Barcelona, en 1981 la Premio Cruz de San Jorge, y en 1988 la Medalla de Oro de la Generalidad de Cataluña.
- Datos: Q9065976
- Multimedia: Raimon Noguera i de Guzman / Q9065976